# Făget (okręg Alba)
Făget – wieś w Rumunii, w okręgu Alba, w gminie Valea Lungă. W 2011 roku liczyła 34 mieszkańców.